# Omi (piosenkarz)
Omi (zapis stylizowany: OMI, czyt. /ˈoʊmiː/), właściwie Omar Samuel Pasley (ur. 3 września 1986) – jamajski piosenkarz, któremu popularność przyniósł utwór „Cheerleader” zremiksowany przez Felixa Jaehna.

## Kariera

### Wczesne życie i początki kariery
Urodził się w Clarendon, jednym z regionów Jamajki. W wieku 15 lat przeniósł się do Rochester wraz ze swoją ciotką, która zmarła trzy lata później. Zdecydował się wówczas powrócić na Jamajkę.
W 2012, dostrzeżony przez Cliftona Dillona, podpisał kontrakt płytowy z wytwórnią Oufah z siedzibą w Kingston. W tym samym roku wydał debiutancki singiel „Standing On All Threes”, a na początku 2014 utwór „Color of My Lips”, na którym gościnnie pojawił się Busy Signal.

### Od 2014:Me 4 U
Na początku 2014 prezes Ultra Music Patrick Moxey zlecił Ricky’emu Blaze’owi oraz Felixowi Jaehnowi wykonanie remiksów utworu „Cheerleader”, który poznał kilka dni wcześniej; wytwórnia zdecydowała się na wypromowanie wersji Jaehna. Utwór został wydany jako singiel i był notowany na pierwszych miejscach większości list przebojów m.in. w Stanach Zjednoczonych, Kanadzie, Francji i Niemczech. W Wielkiej Brytanii utwór utrzymał się cztery tygodnie na pierwszym miejscu UK Singles Chart, co jest rekordem wśród jamajskich wykonawców. Singiel uzyskał status platynowej płyty siedmiokrotnie w Szwecji i czterokrotnie w Australii. W lipcu 2015 zostały nagrane dwie wersje remiksowe: na pierwszej z nich pojawili się Salaam Remi i Kid Ink, a na drugiej – Nicky Jam.
W sierpniu 2015 wydał singel „Hula Hoop”, który był notowany w pierwszej dziesiątce list przebojów w Australii, Danii i Szwecji, gdzie uzyskał status platynowej płyty. 16 października wydał debiutancki album studyjny pt. Me 4 U, na którym gościnnie wystąpili Erik Hassle, Busy Signal i AronChupa i na którym znalazły się m.in. single „Cheerleader” w wersji remiksowej Jaehna, „Hula Hoop” i „Stir It”. W 2016 wydał singiel „Drop In The Ocean” nagrany z AronChupą.

## Dyskografia

### Albumy
| Rok  | Dane dot. albumu                                                                                              |
| ---- | --- |
| 2015 | Me 4 U - Wydany: 16 października 2015 - Format: Digital download, CD - Wytwórnia: Ultra, Columbia, Sony Music |

### Single
| Rok                                                      | Singel                                     | Pozycje na listach przebojów | Pozycje na listach przebojów | Pozycje na listach przebojów | Pozycje na listach przebojów | Pozycje na listach przebojów | Pozycje na listach przebojów | Pozycje na listach przebojów | Pozycje na listach przebojów | Pozycje na listach przebojów | Pozycje na listach przebojów | Certyfikat | Album  |
| Rok                                                      | Singel                                     | AUS                          | CAN                          | DEN                          | FRA                          | GER                          | NED                          | SWE                          | SWI                          | UK                           | US                           | Certyfikat | Album  |
| -------------------------------------------------------- | ------------------------------------------ | ---------------------------- | ---------------------------- | ---------------------------- | ---------------------------- | ---------------------------- | ---------------------------- | ---------------------------- | ---------------------------- | ---------------------------- | ---------------------------- | --- | ------ |
| 2012                                                     | „Standing On All Threes”                   | –                            | –                            | –                            | –                            | –                            | –                            | –                            | –                            | –                            | –                            | |        |
| 2013                                                     | „Take It Easy”                             | –                            | –                            | –                            | –                            | –                            | –                            | –                            | –                            | –                            | –                            | |        |
| 2013                                                     | „Fireworks”                                | –                            | –                            | –                            | –                            | –                            | –                            | –                            | –                            | –                            | –                            | |        |
| 2014                                                     | „Color of My Lips” (gościnnie Busy Signal) | –                            | –                            | –                            | –                            | –                            | –                            | –                            | –                            | –                            | –                            | |        |
| 2014                                                     | „Cheerleader” (Felix Jaehn Remix)          | 1                            | 1                            | 1                            | 1                            | 1                            | 1                            | 1                            | 1                            | 1                            | 1                            | - AUS: 4× Platynowa płyta - BEL: Platynowa płyta - CAN: 2× Platynowa płyta - DEN: 2× Platynowa płyta - GER: 3× Złota płyta - ITA: 3× Platynowa płyta - NZL: 2× Platynowa płyta - ESP: 2× Platynowa płyta - SWE: 7× Platynowa płyta - UK: 2× Platynowa płyta - US: 3× Platynowa płyta | Me 4 U |
| 2015                                                     | „Hula Hoop”                                | 8                            | 27                           | 10                           | 67                           | 21                           | 27                           | 3                            | 54                           | 75                           | 116                          | - SWE: Platynowa płyta | Me 4 U |
| 2015                                                     | „Stir It”                                  | –                            | –                            | –                            | –                            | –                            | –                            | –                            | –                            | –                            | –                            | | Me 4 U |
| „–” oznacza, że singel nie był notowany na danej liście. |                                            |                              |                              |                              |                              |                              |                              |                              |                              |                              |                              | |        |